# Mascarons de Bordeaux
Pour les articles homonymes, voir mascaron (homonymie).

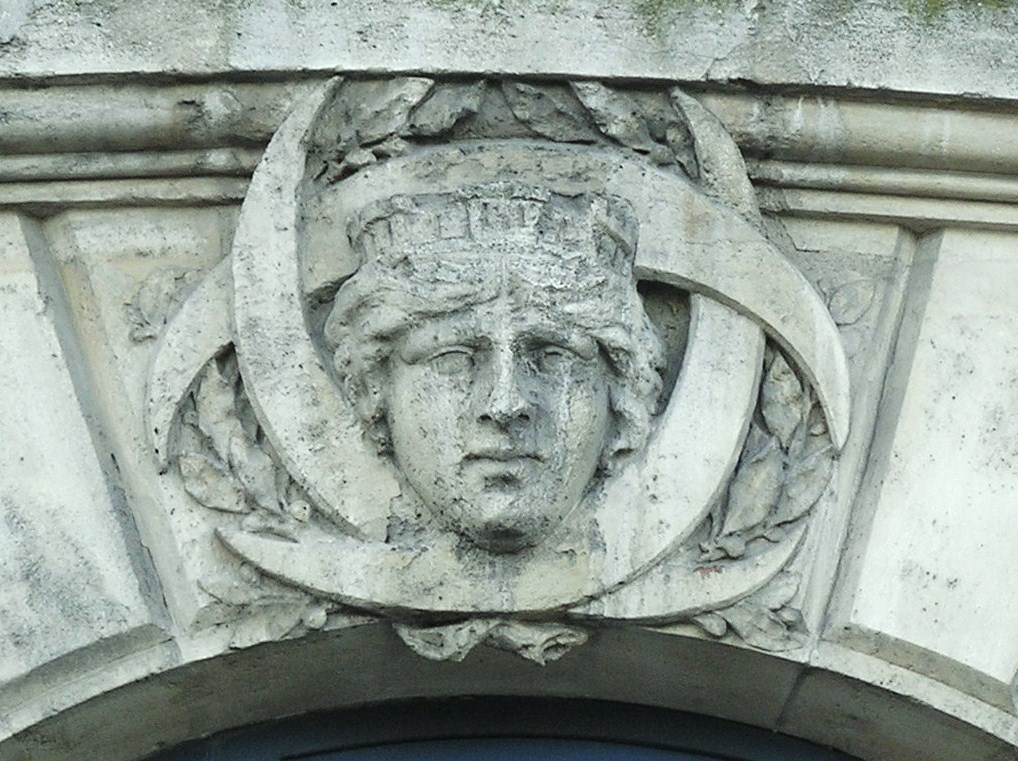
37, quai Richelieu : allégorie de Bordeaux

Bordeaux présente plus de 3 000 mascarons qui participent à l'ornementation des façades et des fontaines de la ville.
En architecture, un mascaron est un ornement dont les inspirations sont multiples : aux traditionnels Neptune et Bacchus s'ajoutent des animaux fantastiques, des figures féminines, des visages du carnaval, des anges, des fauves… Les mascarons bordelais reflètent aussi l'histoire de la ville avec la reproduction de visages africains en référence à la traite négrière, l'intégration de symboles maçonniques, chrétiens ou juifs.
Décoration vivace et fantaisiste par nature, le mascaron permet d'animer la rigueur géométrique des façades en s'intégrant aux décors architecturaux. Ils sont souvent apposés sur la clef de voûte des arcs des fenêtres ou des portes et sur les linteaux. Des mascarons délivrent l'eau d'une fontaine.

## Introduction

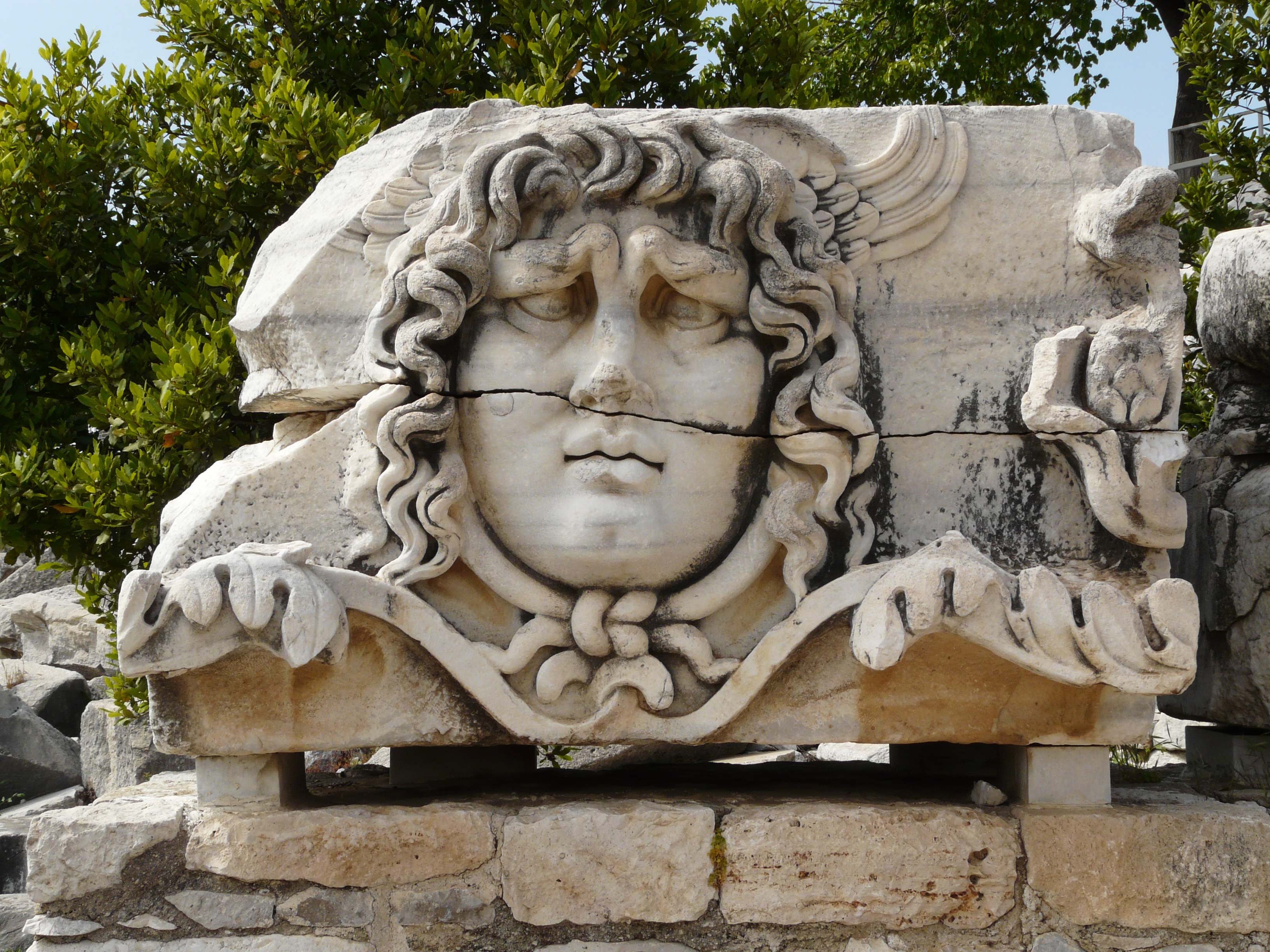
Didymes, Gorgone du sanctuaire d'Apollon,

L'Antiquité utilise les représentations d'un visage pour chasser le « mauvais œil ». Ainsi des masques grotesques ou hideux figurent sur les temples, les tombeaux, les cuirasses et les jambières des guerriers, les marteaux des portes, la vaisselle, les meubles et tous les objets du quotidien.

### Origine des mascarons
Les mascarons décoratifs ont été empruntés à l'Antiquité gréco-latine par les artistes de la Renaissance. Les Italiens Rosso Fiorentino et Le Primatice viennent travailler à Fontainebleau pour le roi de France François Ier.
Sous le roi Henri II, à Paris, l'hôtel Carnavalet construit entre 1548 et 1560 pour Jacques de Ligneris présente des masques disposés sur une clef d'arc. Avec Pierre Lescot et Jean Goujon, le mascaron vient décorer les façades de la cour carrée du Palais du Louvre.
Les publications de Jacques Androuet du Cerceau dont Les Plus Excellents Bastiments de France, participent à la diffusion des mascarons à travers le royaume. Le XVIIIe siècle généralise les mascarons comme à Paris, Versailles, Bordeaux, Nancy ou Nantes.

### Masques ou mascarons
Au XVIIe siècle, les hommes de l'art distinguent les mascarons des masques. Ainsi, en 1691, selon Augustin-Charles d'Aviler :
Le masque : « C'est une tête d'homme ou de femme, sculptée à la clef d'une arcade. Il y en a qui représente des Divinités, des saisons, les éléments, les âges, les tempéraments avec leurs attributs, comme on en voit au château de Versailles du côté du jardin, à la colonnade ».
Le mascaron : « est une tête chargée ou ridicule, faite à fantaisie, comme une grimace, qu'on met aux portes, grottes, fontaines… Ce mot vient de l'italien Mascharone, fait de l'arabe Mascara, bouffonnerie ».
Malgré l'étymologie discutable, ces définitions ont le mérite d'expliciter une différence de fond entre le mascaron et le masque. Le mascaron est une bouffonnerie, une caricature qu'il faut réserver à des ouvrages secondaires. Le masque est une décoration de bon goût sur la façade d'un hôtel particulier, d'un palais. L'Académie royale d'architecture édicta des recommandations en conformité avec ces définitions.
Toutefois, dans la pratique, masques et mascarons finiront par se fondre dans la fonction commune de décoration et de divertissement des passants. Lors de la réalisation de la place de la Place de la Bourse les devis utiliseront seulement le terme de « tête ».

## Mascarons de Bordeaux
Les mascarons font une entrée timide à Bordeaux aux XVIe et XVIIe siècles puis la mode des mascarons explose au XVIIIe siècle.
L'écrivain bordelais Michel Suffran évoque « une ville entière de masques » et un « théâtre chimérique ».

### LesXVIeetXVIIesiècles
Les premiers mascarons bordelais font leurs apparitions vers la fin du XVIe siècle. Le maître maçon Henri Roche les utilise pour ses hôtels particuliers comme l'hôtel de Laubardemont et l'hôtel Martin. Les commanditaires apprécient les mascarons.
En 1605, les façades de l'hôtel Martin situé 43 rue du Mirail et construit pour Raymond Martin, accueillent les figures de faunes à la barbe végétale, de ménades, de gorgones, de sylvains et de satyres. Ces mascarons animent des façades nobles et austères de l'hôtel. En 1615, ce décor exubérant abritera Marie de Médicis à l'occasion du mariage de son fils Louis XIII avec Anne d'Autriche le 21 novembre à Bordeaux.
Entre 1608 et 1612 le frère de Raymond Martin, Mathieu Martin, seigneur de Laubardemont fit lui aussi construire son hôtel, situé au 40, cours du Chapeau Rouge, par Henri Roche. Le contrat stipulait que les deux demeures auraient en commun la « façon avec les masques ». Quant à Mathieu Martin, il fut l'hôte, lors du mariage royal de 1615 de Charles Ier de Guise.
Pour l'hôtel Lecomte, rue du Mirail, les mascarons représentent des visages humains ou grotesques. Un de ces mascarons serait à l'image de Marie de Médicis en mémoire de sa présence à l'hôtel Martin.
Les deux maisons dites hollandaises du quai des Chartrons, construites vers 1680, présentent des mufles d'animaux qui se noient dans les pierres des ailerons. 

### LeXVIIIesiècle
Un siècle d'or pour la ville de Bordeaux, cette prospérité provient essentiellement du port de la Lune qui va devenir un des premiers ports du royaume. La ville commerce le vin, mais aussi le sucre colonial et les esclaves.
Louis XV (1710-1774) envoie à Bordeaux des intendants de renom : Claude Boucher de 1720 à 1743, le marquis de Tourny de 1743 à 1757, Charles Robert Boutin de 1760 à 1770 et enfin Nicolas Dupré de Saint-Maur entre 1776 et 1785. Des architectes interviennent à leurs demandes ; Jacques Gabriel et son fils Ange-Jacques Gabriel, Etienne Laclotte, André Portier, Victor Louis, Nicolas François Lhote, Louis Combes, Richard-François Bonfin…

#### La place Royale
Gabriel fait venir de Paris les sculpteurs qui décoreront la place et réaliseront les mascarons. Dans un premier temps, le Flamand Jacques Verbeckt (1704-1771), qui est intervenu à Versailles, dirige son cousin Van der Woort (1705-1777) et six sculpteurs. Entre 1733 et 1740, Van der Woort intervient sur les frontons de l'hôtel des Fermes, et son équipe s'attache à la décoration des façades avec des mascarons et agrafes, chapiteaux des colonnes et pilastres, trophées et vases des balcons. Puis le sculpteur bordelais Pierre Vernet poursuit le travail. Enfin de 1748 à 1755, le sculpteur Claude-Clair Francin (1702-1773) réalise le fronton central et les quatre frontons de la Bourse, avec ses compagnons, il termine la décoration de la place.

### LesXIXeetXXesiècles

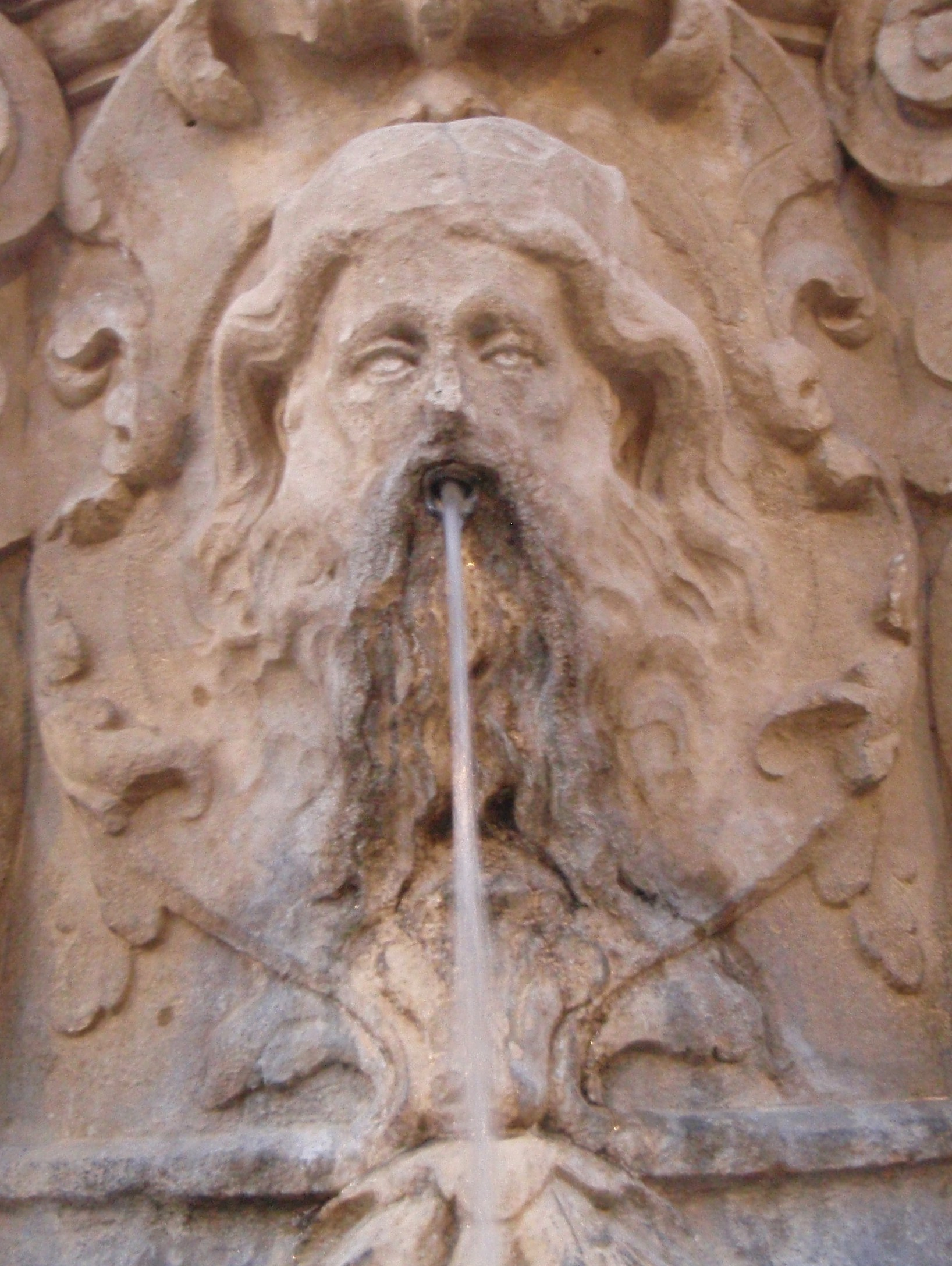
Fontaine du Parlement

Après la Révolution, l'architecture néoclassique préconise un retour à l’austérité après les excès du style rococo et ainsi limite l'utilisation du mascaron. Les éléments conservés sont souvent préfabriqués, ils perdent ainsi leur grâce ou leur faconde.
Le style néogothique succédant au néoclassique, l'architecte Louis Garros réalise en 1865 la fontaine du Parlement. Celle-ci présente des mascarons qui délivrent l'eau de la fontaine.
C'est au milieu du XIXe siècle avec les grands travaux des années 1860 que les mascarons refont une apparition sur les constructions édifiées sur les voies nouvelles. Ainsi le cours d'Alsace et Lorraine réalisés de 1865 à 1870 offre une multitude d'exemples. Mais c'est rue d'Aviau, lorsque l'on transforme le jardin public en jardin anglais (1856-1858) que le maire de Bordeaux Guillaume-Henri Brochon missionne l'architecte Charles Burguet pour construire des maisons particulières. Le choix de ressusciter le style Louis XV s'exprime par des agrafes à l'étage et des mascarons sur les arcs des portes fenêtres des jardins.
Le goût pour le style Louis XV, encouragé par Burguet, persiste jusqu'au début des années 1900, ainsi la Bourse maritime située 1, place Lainé en est un exemple. Construite de 1921 à 1925, la Bourse du travail est une réplique du pavillon central de la place Royale édifié par Gabriel. Pour décorer ce pastiche, le sculpteur Gaston Veuvenot Leroux reproduit un des frontons de Francin et des mascarons de la place de la Bourse. Deux mascarons originaux reproduisent les visages des deux premiers présidents du port maritime de Bordeaux à savoir Georges Barres et Étienne Huyard.
Dans les années 1930, le style Art déco permet de retrouver les origines du masque antique avec une esthétique épurée. Ces mascarons seront les dernières œuvres originales en la matière. Au lendemain de la Seconde Guerre mondiale le mascaron s'efface jusqu'à disparaitre des nouveaux bâtiments.
Toutefois de jeunes sculpteurs, comme le bordelais Matthieu Langlais, s'attachent à faire revivre aujourd'hui cet art du mascaron parmi leurs créations.

## Miroir de la société
Sur les façades des immeubles les mascarons accompagnent notre environnement urbain. Mais il ne s'agit pas de simples masques, ils reflètent aussi les mœurs et les goûts d'une époque.

### Symboles maçonniques

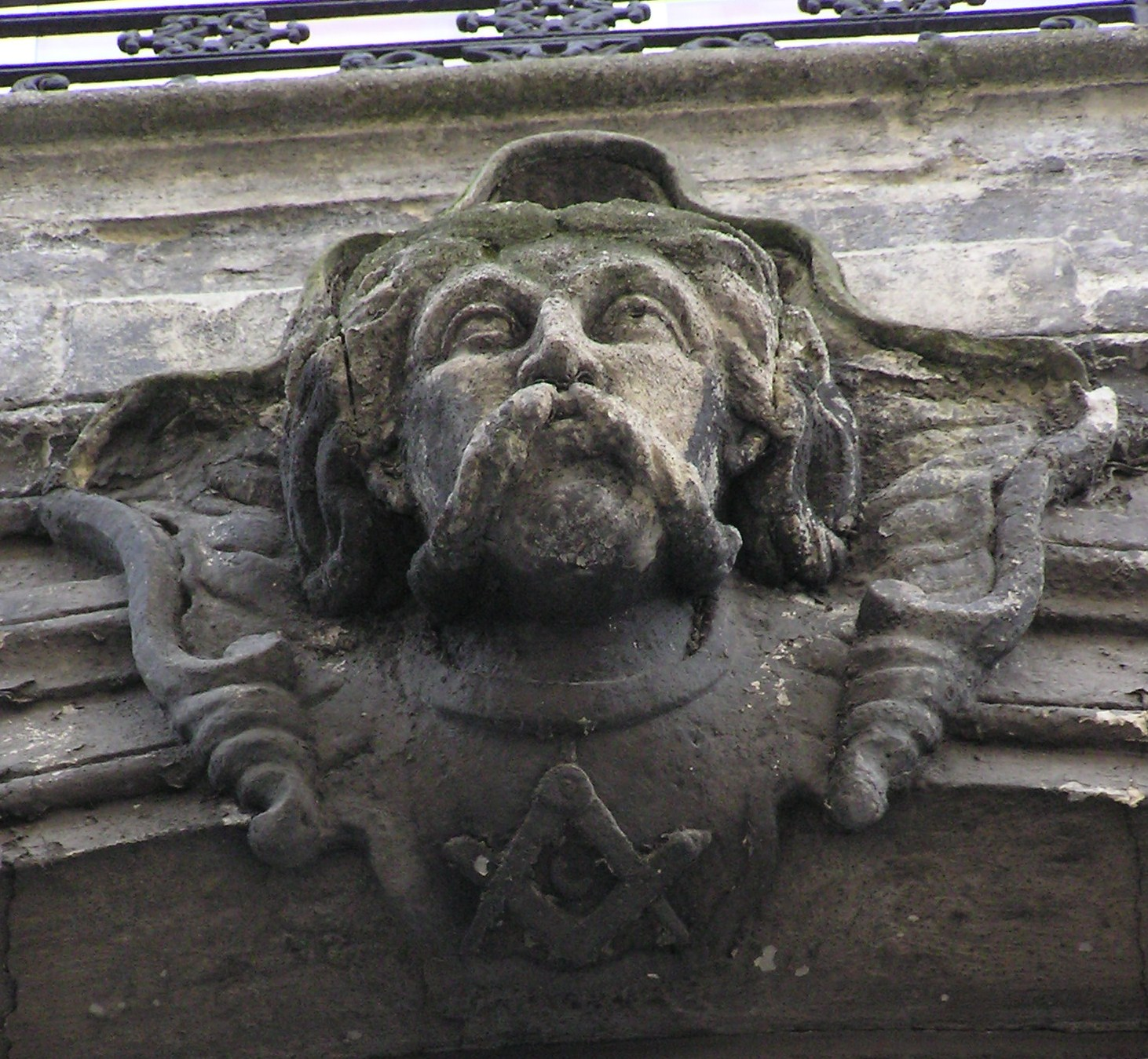
22, rue Philippart.

La franc-maçonnerie, solidement implantée en Angleterre au début du XVIIIe siècle, se développe en France avec les premières loges parisiennes vers 1726. À Bordeaux la première loge anglaise a été créée en 1732. Selon les travaux de Johel Coutura, Bordeaux accueillait plus de 2 000 maçons à la fin du XVIIIe siècle. Ainsi, en 1745, Étienne Morin, négociant entre les Antilles et Bordeaux, fonda la Loge écossaise de Bordeaux. Le 4 juillet 1804, Alexandre François Auguste, comte de Grasse, marquis de Tilly, installe à Bordeaux le Rite Écossais ancien accepté ».
Plusieurs mascarons bordelais font apparaître depuis le XVIIIe siècle des symboles de la franc-maçonnerie.
L'hôtel particulier au 15, cours Georges Clemenceau du marquis de Canolle qui fut a priori franc-maçon, présente sur sa façade des médaillons avec des symboles franc-maçon. Un mascaron au 22 rue Fernand Philippart présente un symbole maçonnique sur son torse. Au début du XXe siècle, un mascaron sur une maison particulière du 9, rue de Mexico intègre un compas et des équerres dans ce visage de type Art déco. Au 52, cours de l'Intendance un mascaron sculpté en 1990 par François Caldéron lors de la restauration de l'immeuble, représente un visage une main sur le cou les doigts à l'horizontale et le pouce levé à l'équerre. La position de la main et du pouce est un signe maçonnique indiquant « plutôt avoir la gorge tranchée que de dévoiler le secret »,.

### Traite négrière et exotisme
La colonisation et l'esclavage participèrent à la richesse de la ville de Bordeaux, tant par la traite négrière, que par le commerce en droiture des denrées produites par les esclaves ou encore la possession de plantations,. Des mascarons gardent la mémoire de cette histoire et plusieurs d'entre eux représentent des visages d'Africains. Ainsi le visage d'une Africaine est reproduit sur la place de la Bourse, au tout début de la rue Fernand Philippart. De même un visage africain portant des boucles d'oreilles est sculpté sur une façade de la rue d'Aviau à proximité du jardin public.

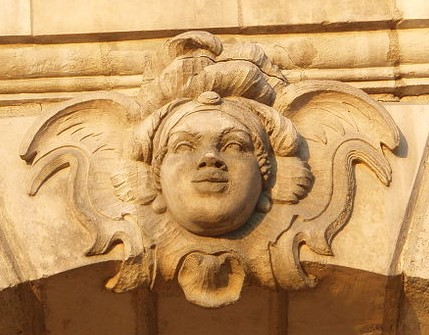
Visage d'Africaine, au début de la rue Fernand Philippart.
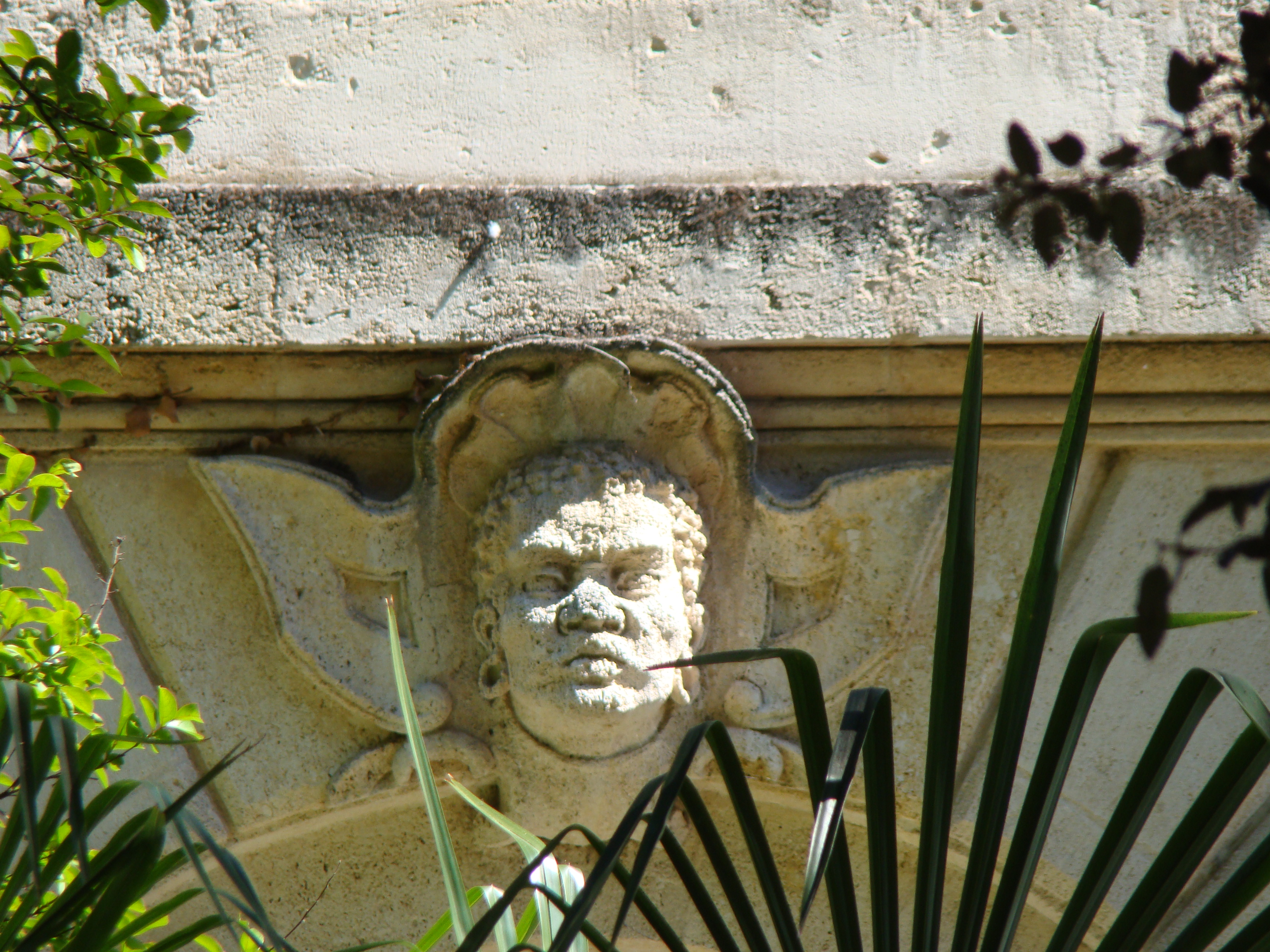
Visage d'Africain, 2 rue d'Aviau (côté jardin).
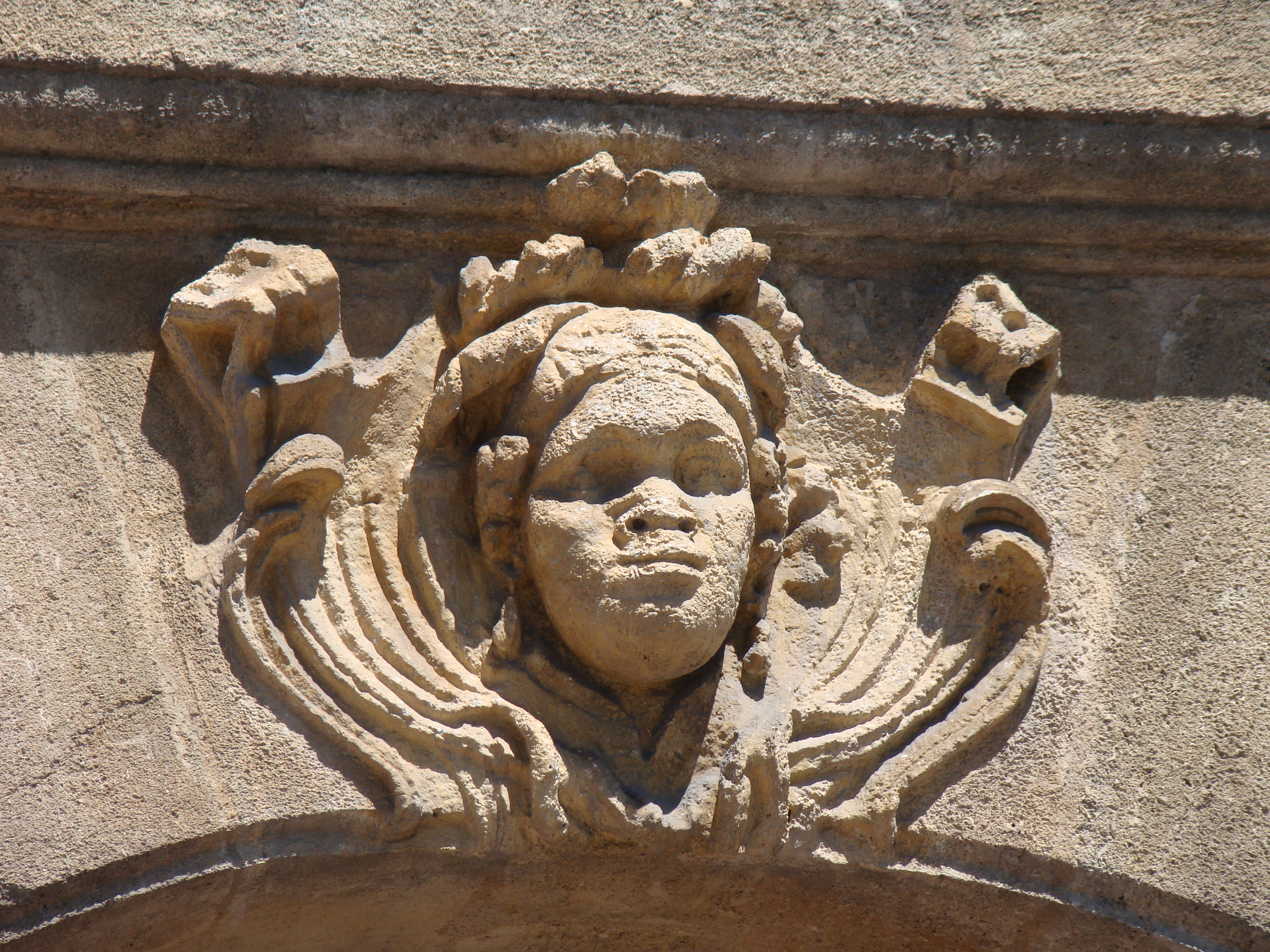
Visage d'Africaine, 41 place Gambetta.

D'autres mascarons font découvrir aux Bordelais les contrées lointaines : un visage turc au n°33 quai Richelieu, des visages de « sauvages » au n°28 place Gambetta (hôtel de Verduzan) et au n°28 quai Richelieu, et une tête de marin au n°54 rue du Mirail.

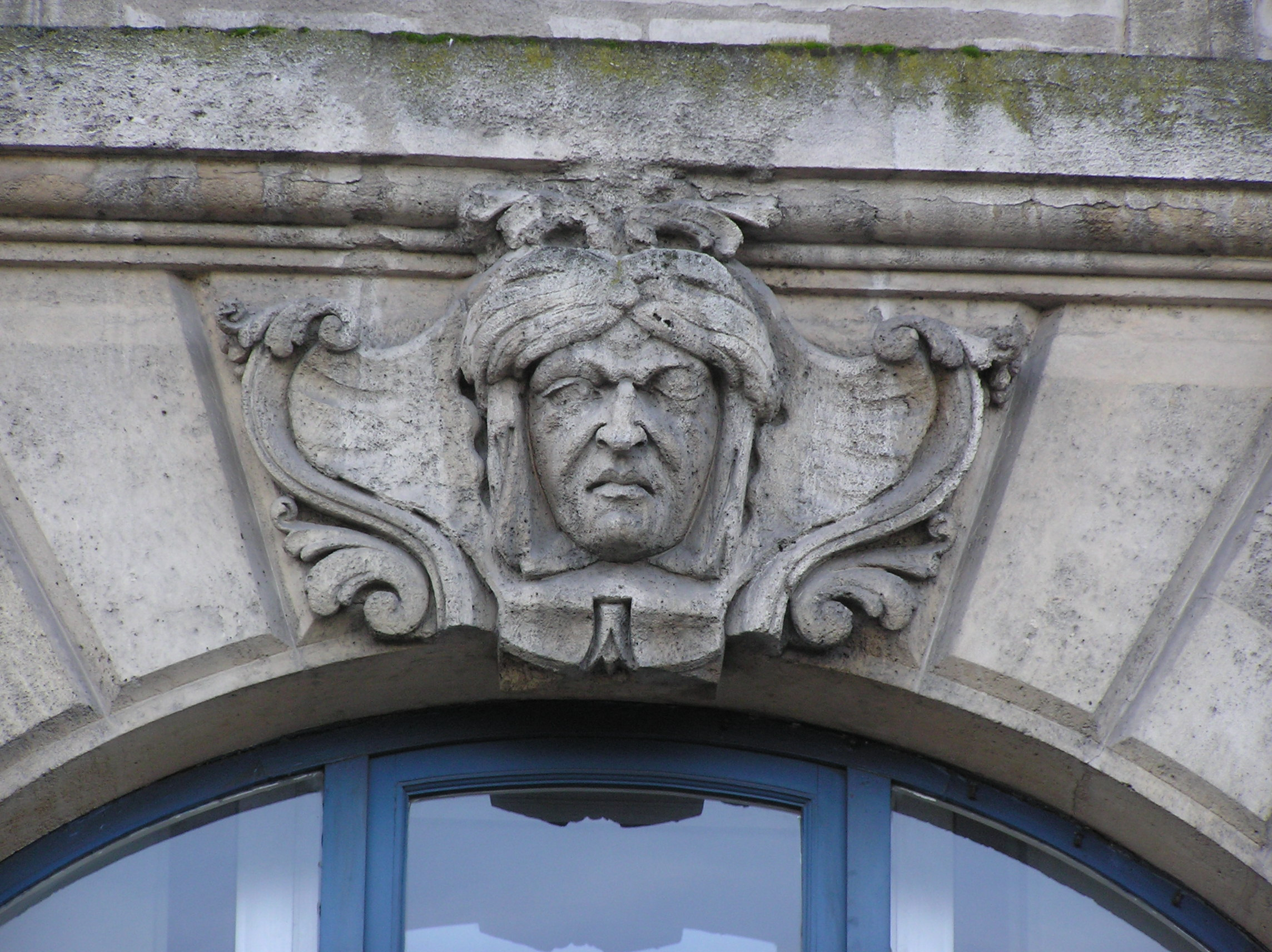
Visage turc, 33 quai Richelieu.
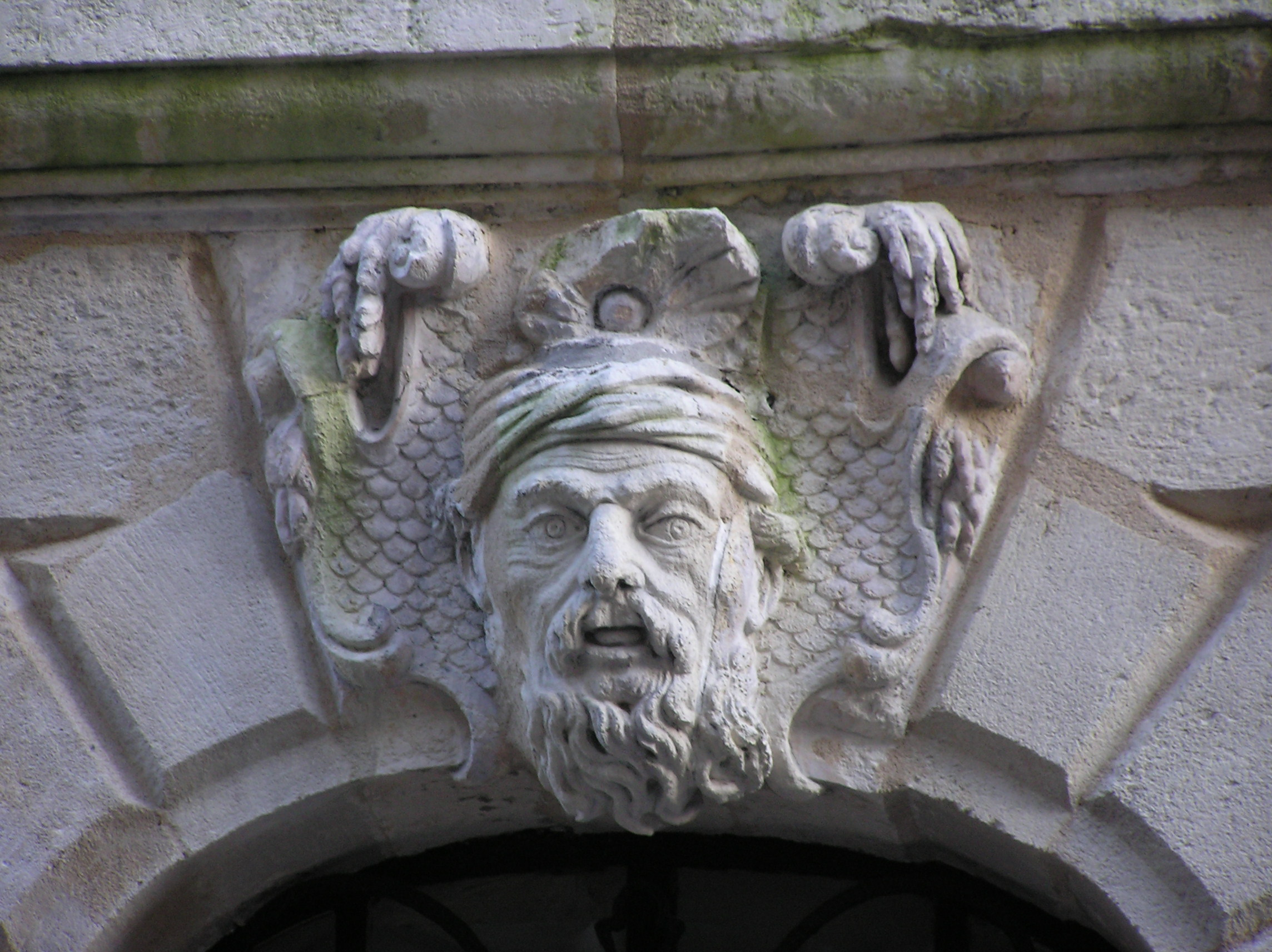
Marin, 54 rue du Mirail.

### Empreintes chrétiennes
Au numéro 158 de la rue Sainte-Catherine, un mascaron représente le visage de Jésus-Christ portant une couronne d'épines. L'ancien hôtel de Nice et du commerce, situé 2, place du Chapelet, est décoré avec des mascarons présentant les vertus chrétiennes, reprises de l'Antiquité : la Foi avec une croix et un calice, la Justice avec une balance et la Prudence avec un miroir et un serpent.

### Mémoires juives

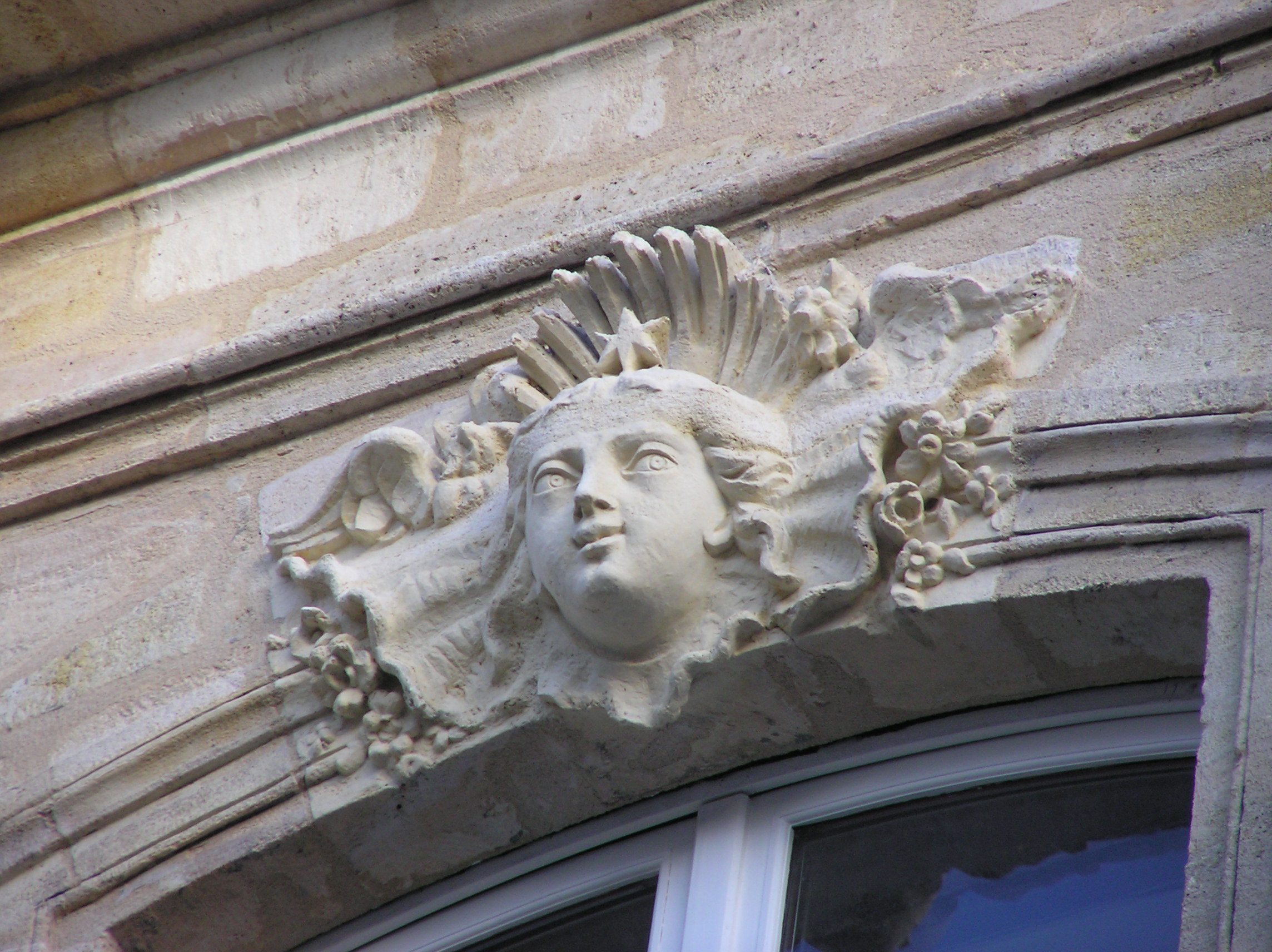
54, rue du Mirail

La présence d'une communauté juive est attestée depuis plusieurs siècles à Bordeaux. Celle-ci s'accroît considérablement après la promulgation du décret de l'Alhambra par lequel les rois catholiques décident d'expulser les juifs de la péninsule Ibérique. La communauté juive bordelaise restera florissante, fournissant quelques grands noms dans les domaines de la littérature, des arts, du commerce et de la politique (Gradis, Raba, Nunés Pereyra, Pereire ou encore Mendès).
Cette présence juive se retrouve dans des mascarons bordelais.
L'hôtel particulier construit en 1719 pour le négociant et banquier Antoine-Salomon Francia (1680-1760), au 54 rue du Mirail, présente un mascaron au visage d'un enfant surmonté d'une étoile de David à six branches. Le mascaron représenterait Louis-David, un des onze enfants du propriétaire. L'hôtel de Gascq, situé rue du Serpolet, présente lui aussi un mascaron mais avec une étoile à cinq branches. Sur l'une des façades de la Maison des étudiantes (angle de la rue Ligier et du cours de la Libération), construite en 1931 par l'architecte Robert Touzin, on peut voir le visage d'une jeune fille avec une étoile de David au front.